# Aspidistra alata
Aspidistra alata är en sparrisväxtart som beskrevs av Tillich. Aspidistra alata ingår i släktet Aspidistra och familjen sparrisväxter. Inga underarter finns listade i Catalogue of Life.